# Réserve naturelle régionale de la ferme de la Chauffetière
La réserve naturelle régionale de la ferme de la Chauffetière (RNR193) est une réserve naturelle régionale située en Pays de la Loire. Classée en 2008, elle occupe une surface de 30 hectares et protège une ferme bocagère.

## Localisation

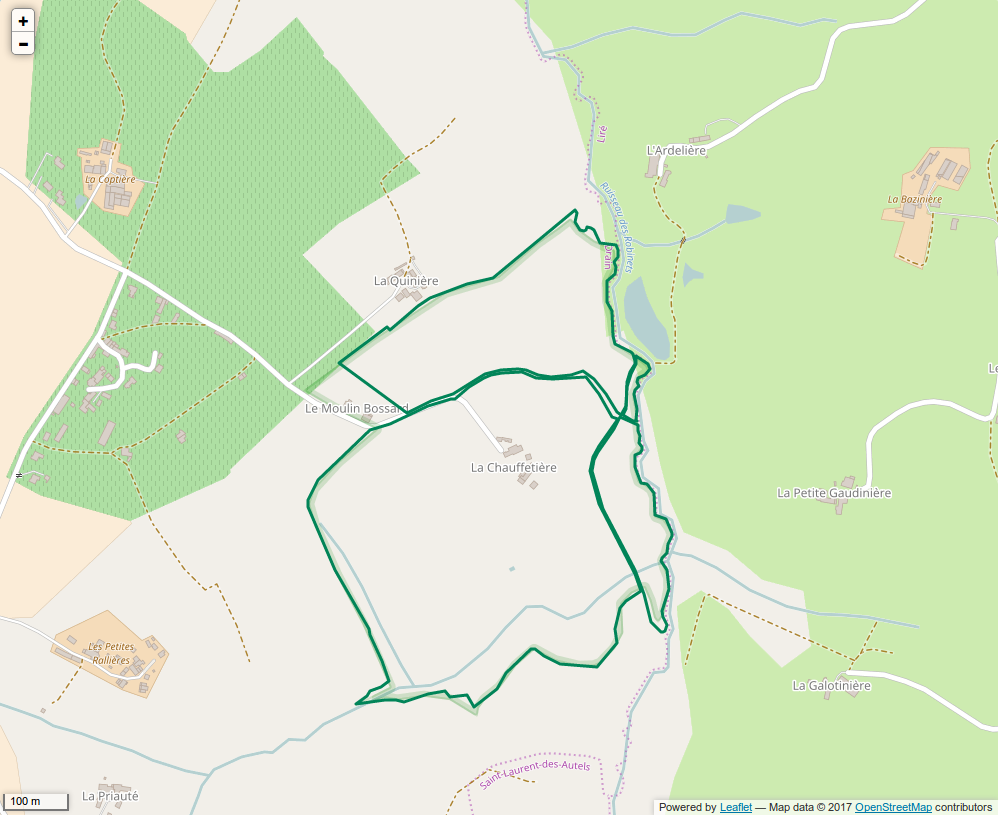
Périmètre de la réserve naturelle.

Le territoire de la réserve naturelle est au sud-ouest du département de Maine-et-Loire, sur la commune de Drain à moins de 10 km au sud d'Ancenis. Il est longé par le ruisseau des Robinets, affluent de la Loire qu’il rejoint à Ancenis.

## Histoire du site et de la réserve
Le propriétaire actuel a acquis le site en 1990 et initié la procédure de classement en RNR en 2005. Celle-ci a abouti en 2008.

## Écologie (biodiversité, intérêt écopaysager…)
Le site comprend une ferme bocagère de coteau typique des Mauges ainsi que des prairies humides, coteaux secs et plateaux cultivés.

### Flore
La flore compte 265 espèces végétales dont certaines sont liées aux milieux humides (Isopyre faux-pigamon, Fritillaire pintade) et secs (Orchis brûlé, Orpin rougeâtre).

### Faune
L'avifaune du site compte la Chevêche d'Athéna et le Martin pêcheur. Parmi les insectes remarquables, on peut noter des coléoptères comme le Grand capricorne, le Lucane cerf-volant et la Rosalie des Alpes et des libellules comme la Cordulie métallique. Six espèces d'amphibiens sont présentes dont le Triton crêté. On trouve également 27 espèces de mammifères dont le Campagnol amphibie, la Genette, l'Hermine ainsi que des chauves-souris.

## Intérêt touristique et pédagogique
L'accès au site est autorisé dans la limite de la réglementation. La ferme a une vocation pédagogique et organise des formations.

## Administration, plan de gestion, règlement
La réserve naturelle est gérée par le propriétaire du site.

### Outils et statut juridique
La réserve naturelle a été créée par une délibération du Conseil régional du 15 décembre 2008. Ce classement est valable pour une durée de 6 ans renouvelable.
Le ruisseau des Robinets est une ZNIEFF de type II (no 2059 « Vallée du ruisseau des Robinets ») en continuité avec une zone Natura 2000 « Vallée de la Loire de Nantes aux Ponts-de-Cé et ses annexes ».